# Саша Мякіля
Саша Мякіля (фін. Sasha Mäkilä, 19 червня 1973 року, Керава, Фінляндія) — фінський диригент.

## Біографія
Навчався музикознавства, педагогіки і філософії в Університеті Гельсінкі. Грі на віолончелі навчався в Гельсінкській консерваторії під керівництвом знаменитого фінського віолончеліста Сеппо Лааманен.
Оперно-симфонічного диригування почав навчатися в 2001 році в Петербурзькій консерваторії (у Леоніда Корчмара). З 2004 року продовжив навчання диригуванню (оркестровому і хоровому) в Академії імені Сібеліуса (в Гельсінкі).
Лауреат Міжнародного конкурсу диригентів ім. Вахтанга Жорданія (третя премія, США, 2006).
З 2007 року є диригентом-асистентом Національного оркестру Франції (художній керівник Курт Мазур).
Брав участь в майстер-класах Петра Грибанова, Юрія Симонова, Йорма Панулія, АТСО Алміла та інших. Працював з «Конгрес-оркестром», Симфонічним оркестром Російської національної бібліотеки, оркестром камерної філармонії (Санкт-Петербург), оркестрами міст Вааса і Сейняйокі (Фінляндія) та іншими. Диригував опери в Гельсінкській консерваторії і в театрі Еспоо. Працював з співаками: Тару Вальякка, Аніта Ранта, Хану Юрму, Юкка Рому і іншими. 20 квітня 2004 року в Концертному залі РНБ з Симфонічним оркестром Російської національної бібліотеки успішно відкрив Перший міжнародний музичний фестиваль «Нордік Мьюзік», після чого був запрошений художнім керівником і головним диригентом оркестру Василем Зварійчуком на посаду диригента оркестру. 19 травня 2005 року в Малому залі Петербурзької філармонії з СО РНБ він відкрив Другий міжнародний музичний фестиваль «Нордік Мьюзік».